# Индийский дикобраз
Индийский дикобраз (лат. Hystrix indica) — вид млекопитающих рода дикобразов семейства дикобразовых.
Может весить до 15 кг. Индийские дикобразы обитают не только в Индии, но и почти по всей южной части Азии, от Казахстана и Средней Азии до стран Юго-Восточной Азии. Ведут ночной образ жизни. Обитают в пустынях, саваннах, лесах, горах. Может подниматься на высоту до 3900 м над уровнем моря. Живут в норах (длиной до 18 метров) или расщелинах скал. На территории России встречается на юге Дагестана, занесён в Красную книгу РФ (2020 год), и в Красную книгу Республики Дагестан.

## Роль в нападении бенгальских тигров на человека
Считается, что бенгальские тигры могут нападать на человека из-за неудачной охоты на дикобраза, так как после этого иглы глубоко вонзаются в шкуру хищника и не выходят оттуда, вызывая боль. Такой тигр обычно уже не в состоянии поймать крупную резвую добычу и выбирает мелкую дичь, иногда людей. Рекордные находки игл в коже убитых тигров: до 50 штук, длиной до 25 см и толщиной с карандаш.